# ماريون جونز فاركوهار
ماريون جونز فاركوهار (بالإنجليزية: Marion Jones Farquhar)‏ مواليد 2 نوفمبر 1879 في نيفادا، الولايات المتحدة - الوفاة 14 مارس 1965 في لوس أنجلوس، كاليفورنيا، الولايات المتحدة، كانت لاعبة كرة مضرب أمريكية. كما أنها إحدى بطلات الجراند سلام. سبق أن شاركت في دورة الألعاب الأولمبية الصيفية.

## النهائيات

### الفردي: الألقاب 2, الوصافة 2
| النتيجة | السنة | البطولة               | المنافس في النهائي | النتيجة في النهائي      |
| الوصافة | 1898  | البطولة الأمريكية     | جولييت أتكينسون    | 3–6, 7–5, 4–6, 6–2, 5–7 |
| الفوز   | 1899  | البطولة الأمريكية     | مود بانكس          | 6–1, 6–1, 7–5           |
| الفوز   | 1902  | البطولة الأمريكية (2) | إليزابيث مور       | 6–1, 1–0 انسحاب         |
| الوصافة | 1903  | البطولة الأمريكية     | إليزابيث مور       | 5–7, 6–8                |

## الميداليات
| الميدالية | المسابقة                       |
| --------- | ------------------------------ |
| برونزية   | الألعاب الأولمبية الصيفية 1900 |

## روابط خارجية
- ماريون جونز فاركوهار على موقع قاعدة بيانات برودواي على الإنترنت (الإنجليزية)
- ماريون جونز فاركوهار على موقع الاتحاد الدولي لكرة المضرب (الإنجليزية)
- ماريون جونز فاركوهار على موقع قاعة مشاهير كرة المضرب الدولية (الإنجليزية)
- ماريون جونز فاركوهار على موقع أوليمبيديا (الإنجليزية)